# Tylozaur
Tylozaur (Tylosaurus) – rodzaj morskich jaszczurek z rodziny mozazaurów (Mosasauridae). 
Jego nazwa oznacza „wypukły jaszczur” (z gr. τυλος/tylos – „wypukłość” + σαυρος/sauros – „jaszczur”). Były dominującymi drapieżnikami w oceanach pod koniec kredy (od koniaku do środkowego kampanu, około 88–78 mln lat temu). W tym czasie ichtiozaury już nie występowały, a powoli zmniejszała się również liczebność plezjozaurów. Największym tylozaurem, osiągającym 12,3 m długości i więcej, był Tylosaurus proriger. Należał do największych i zarazem ostatnich wielkich gadów morskich. 

Skamieniałe zawartości ich żołądków wskazują, że tylozaury polowały na różnorodne mniejsze zwierzęta, w tym: rekiny i inne ryby, mniejsze mozazaury (z rodzaju Clidastes), plezjozaury, nurkujące ptaki jak Hesperornis. Niektóre stanowiska paleontoloiczne wskazują, że tylozaury preferowały płytsze, przybrzeżne wody, inne jednak wskazują na wody głębokie, daleko od brzegów. Skamieniałe szczątki tylozaurów są znajdywane w Ameryce Północnej. Tylozaury odkrywane na Nowej Zelandii są obecnie uznawane za przedstawicieli innych rodzajów.
Gatunki
- Tylosaurus proriger (Cope, 1869)

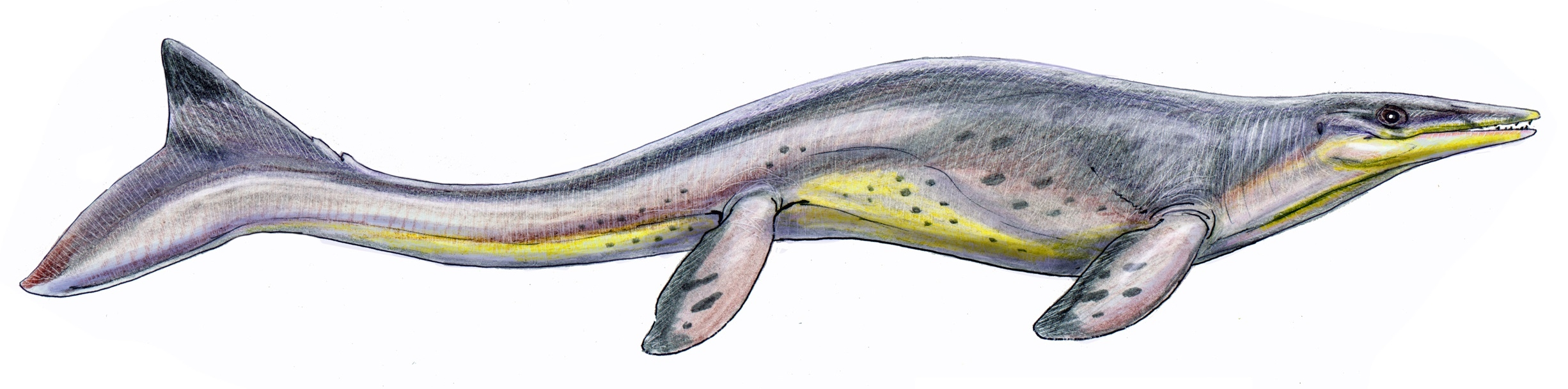
Tylosaurus proriger

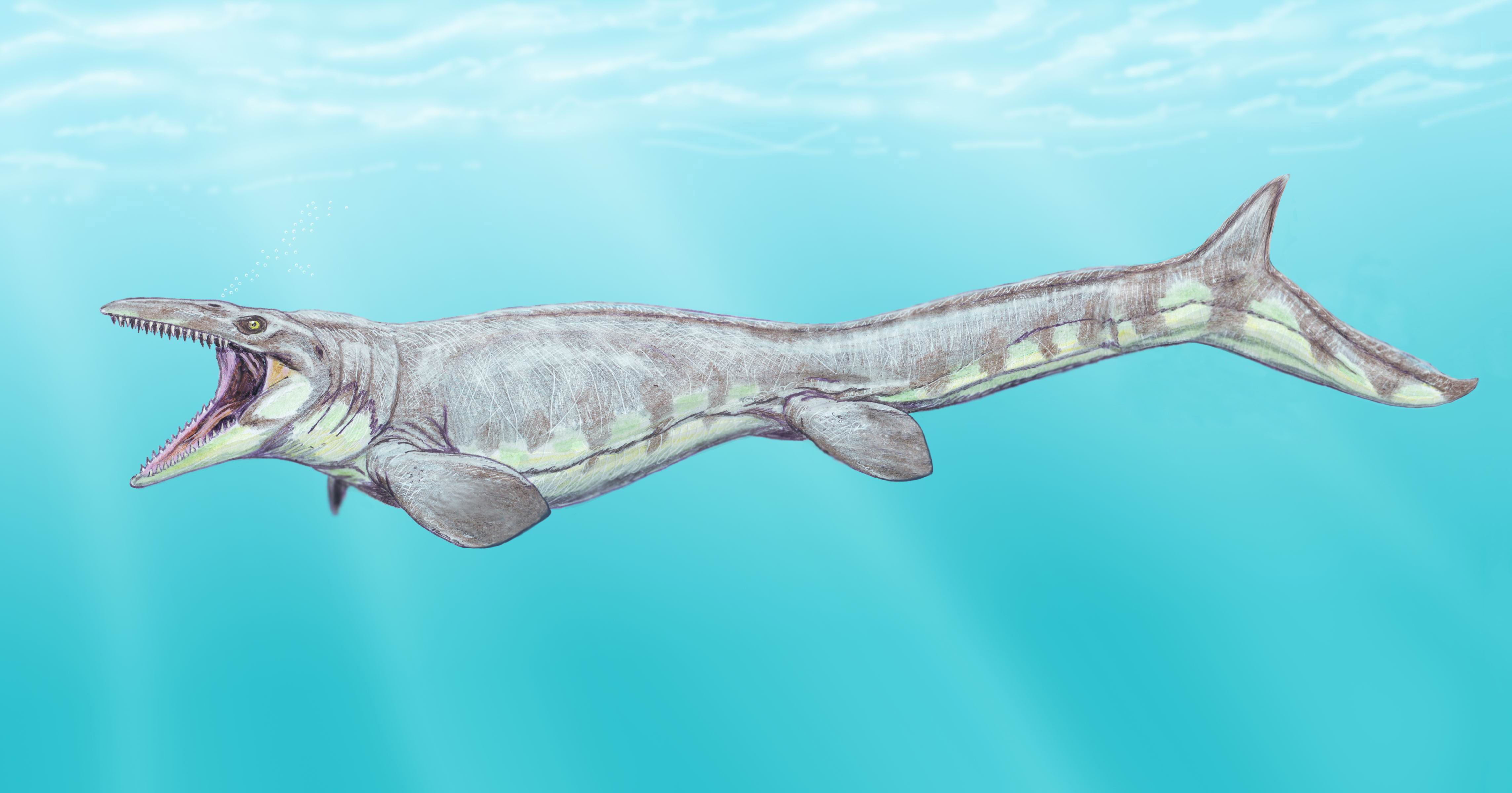
Tylosaurus proriger

- Tylosaurus nepaeolicus (Cope, 1874)
- Tylosaurus kansasensis Everhart, 2005
- Tylosaurus haumuriensis (Hector, 1874) = Taniwhasaurus oweni